# La Maison du Maltais (film, 1927)
Pour l’article homonyme, voir La Maison du Maltais.
Pour plus de détails, voir Fiche technique et Distribution.
La Maison du Maltais est un film français réalisé en 1927 par Henri Fescourt, sorti en 1929.

## Synopsis
Matteo est le fils d’une bédouine et d’un chrétien maltais, qui tombe amoureux d’une danseuse bédouine. La suivant à Paris, bien qu'elle l'ait rejeté pour un meilleur parti, il ne perd pas espoir de ravir son cœur.

## Fiche technique
- Titre : La Maison du Maltais
- Réalisation : Henri Fescourt
- Scénario : Henri Fescourt, d'après le roman de Jean Vignaud
- Photographie : Maurice Arnou et Henri Stuckert
- Décors : Georges Quénu
- Montage : Jean-Louis Bouquet
- Production: Société des Cinéromans - Films de France
- Distribution : Pathé Consortium Cinéma
- Pays de production : France
- Format : Noir et blanc - Muet  -  1,33:1 - 35 mm
- Genre : inconnu
- Durée : 90 minutes
- Date de sortie : 
  - France : 11 janvier 1929 (18 janvier 1928 selon IMDb)

## Distribution
- Tina Meller : Safia
- Sylvio de Pedrelli : Matteo
- Louis Vonelly : Chervin
- André Nicolle : Vlahos
- Bonaventura Ibáñez : le "maltais", père de Matteo